# Ryszard Legutko
Ryszard Antoni Legutko (pronunciación en polaco: /ˈrɨʂart anˈtɔɲi lɛˈɡutkɔ/ 24 de diciembre de 1949) es un filósofo y político polaco. Es profesor de filosofía en la Universidad Jagellónica de Cracovia, especializado en filosofía antigua y teoría política. Se desempeña como miembro del Parlamento Europeo desde 2009.

## Biografía
Durante el comunismo fue uno de los editores del periódico samizdat trimestral "Arka" . Tras el colapso del régimen comunista cofundó el Centro de Pensamiento Político, que combina investigación, docencia, seminarios y conferencias y es también una editorial. Ha traducido y escrito comentarios al Fedón (1995), Eutifrón (1998) y Apología (2003) de Platón . Es autor de varios libros: La crítica de Platón a la democracia (1990), Tolerancia (1997), Tratado sobre la libertad (2007) y Ensayo sobre el alma polaca (2008), Sócrates (2013).
En 2005 fue elegido para un escaño en el Senado polaco (en representación del Partido Ley y Justicia ), donde se convirtió en vicepresidente . En 2007 fue Ministro de Educación de Polonia y entre 2007 y 2009 Secretario de Estado en la Cancillería del presidente Lech Kaczyński . Actualmente es miembro del Parlamento Europeo, donde forma parte de la Comisión de Asuntos Exteriores, jefe de la Delegación de Derecho y Justicia de Polonia en el Parlamento Europeo y copresidente del grupo parlamentario Conservadores y Reformistas.
Demandado en 2010 por violación de los derechos personales al calificar de "mocosos rebeldes mimados por sus padres" a los estudiantes que exigían la retirada de los símbolos cristianos de una escuela pública, pidió que se desestimara el caso basándose en su inmunidad como miembro del Parlamento Europeo. En 2011, el tribunal denegó esa solicitud. Los demandantes están representados por un abogado de forma gratuita en el marco del Programa de Casos Precedentes de la Fundación Helsinki para los Derechos Humanos. Perdió este caso.
Es miembro del Collegium Invisibile como profesor de filosofía.

### Libros
- Legutko, Ryszard (1990). Plato's Critique of Democracy.
- Legutko, Ryszard (1993). Nie lubię tolerancji : szkice i felietony [I Don't Like Tolerance: Sketches and Columns].
- Legutko, Ryszard (1997). Toleration.
- Legutko, Ryszard (2007). A Treatise on Liberty.
- Legutko, Ryszard (2008). An Essay on the Polish Soul.
- Legutko, Ryszard (2013). Socrates.
- Legutko, Ryszard (2016). The Demon in Democracy: Totalitarian Temptations in Free Societies [Polish title: "Triumf Człowieka Pospolitego" ("Triumph of the Common Man")]. ISBN 978-1-59403863-1.[8][9]
- Legutko, Ryszard (2020). Why I Am Not a Liberal.
- Legutko, Ryszard (2021). The Cunning of Freedom: Saving the Self in an Age of False Idols.